# Megastigmus karnatakensis
Megastigmus karnatakensis är en stekelart som beskrevs av T.C. Narendran 2003. Megastigmus karnatakensis ingår i släktet Megastigmus och familjen gallglanssteklar. Inga underarter finns listade i Catalogue of Life.